# Che (alfabeto persiano)

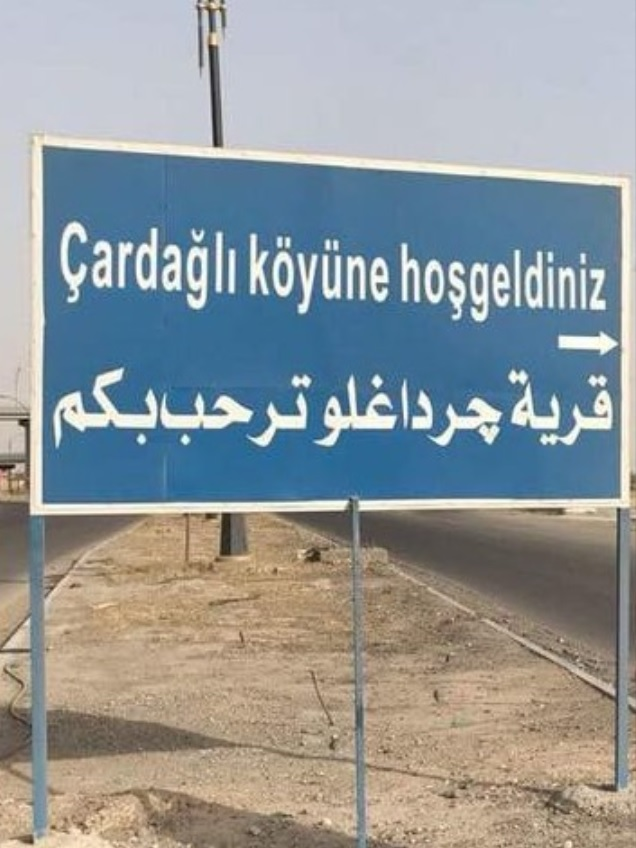
Un cartello stradale bilingue nel villaggio Turkmen nel governatorato Kirkuk in Iraq.

Che o Cheem (in persiano چ‎ [t͡ʃ]) è una lettera usata nella lingua persiana per rappresentare l'affricata postalveolare sorda. Deriva dalla lettera Ǧīm a cui vengono aggiunti due punti.
Viene usata nella lingua persiana, urdu, pashto, curdo, kashmiri, azerbaigiana, turco ottomano, malese (Jawi), giavanese (Pegon) e altre lingue iraniane. L'alfabeto arabo moderno standard non ha questa lettera.

## Scrittura e traslitterazione
La che viene scritta in varie forme in funzione della sua posizione all'interno di una parola.
| Forma isolata | Forma finale | Forma intermedia | Forma iniziale |
| چ             | ــچ…         | …ـچـ…            | …چــ           |

Dalla lingua persiana la lettera چ viene traslitterata come C dolce
Nell'arabo parlato nel golfo persico e in Iraq viene usata in maniera analoga.
Ad Israele, dove gli annunci ufficiali sono trilingue, tra cui l'arabo, questa lettera viene usata come lettera gīm per rappresentare il fonema [g] sui cartelli stradali, quando si trascrivono nomi di luoghi stranieri o ebraici. In Libano viene usato allo stesso modo sempre per rappresentare nomi di luoghi stranieri.

## Informatica
| Carattere                          | چ                   | چ                   |
| ---------------------------------- | ------------------- | ------------------- |
| Nome Unicode                       | Arabic Letter Tcheh | Arabic Letter Tcheh |
| Codifiche                          | decimale            | esadecimale         |
| Unicode                            | 1670                | U+0686              |
| UTF-8                              | 218 134             | DA 86               |
| riferimento numerico dei caratteri | &#1670;             | &#x686;             |